# 南平州 (陕西)
南平州，中国古代的州。
唐朝武德二年（619年）分延州的义门县置南平州，治所在义门县（今陕西省延川县西永坪镇）。武德三年（620年），魏州的魏平县（今陕西省子长市杨家园子镇）来属。武德四年（621年），废南平州、义门县、魏平县，地入基州、绥州。